# Alan Ralph Millard
Alan Ralph Millard (Municipio de Harrow (Londres), 1 de diciembre de 1937-Royal Leamington Spa, 6 de junio de 2024) fue un orientalista británico.

## Vida
Millard participó en excavaciones en Tell Nebi Mend (antigua Kadesh) y Tell Rif'at (antigua Arpad) en Siria, en Petra en Jordania y en la capital asiria Nimrud en Irak. Durante su tiempo en el British Museum de 1961 a 1964, redescubrió el Épico de Atraḫasis, que había permanecido olvidado en un cajón durante décadas. De 1964 a 1970 fue bibliotecario en la Tyndale Library en Cambridge y enseñó acadio durante un año en la School of Oriental and African Studies. En 1970 fue nombrado Rankin Lecturer en hebreo y lenguas semíticas antiguas en Liverpool. En 1984 fue miembro del Institute of Advanced Studies de la Hebrew University of Jerusalem, donde estudió bajo la dirección de Yigael Yadin. Sus intereses principales fueron la epigrafía semítica y la edición de tablillas cuneiformes acadias e inscripciones arameas, así como las prácticas de escritura en el antiguo Cercano Oriente.
Millard fue miembro de la Society of Antiquaries of London y de la Society for Old Testament Studies.

## Obras seleccionadas
- Atrahasis: The Babylonian Story of the Flood (with W.G. Lambert), Clarendon Press, Oxford (1969); reprinted Eisenbrauns, Winona Lake, Indiana, ISBN 1-57506-039-6 (1999)
- Millard, Alan. R. (1970). «Covenant and Communion in First Corinthians».  En Gasque, W. Ward; Martin, Ralph P., eds. Apostolic history and the gospel: Biblical and historical essays presented to F. F. Bruce on his 60th birthday (en inglés). Exeter: Paternoster. pp. 242-8. ISBN 0-85364-098-X. Consultado el 5 de julio de 2024.
- Millard, Alan. R. (January 1977). «Approaching the Old Testament». Themelios 2 (2): 34-9.
- Daniel 1–6 and History  (1977)
- Millard, Alan. R. (1980). «Methods of Studying the Patriarchal Narratives as Ancient Texts».  En Millard, Alan R.; Wiseman, D. J., eds. Essays on the Patriarchal Narratives. Leicester: Inter-Varsity Press. pp. 43-58. ISBN 0-85111-743-0.
- La Statue de Tell Fekherye et son inscription bilingue assyro-araméenne (with A. Abou-Assaf and P. Bordreuil), Association pour la diffusion de la pensée française, Paris (1982)
- Millard, Alan. R. (1982). «In Praise of Ancient Scribes». Biblical Archaeologist 45 (3): 145-53. JSTOR 3209809. S2CID 14435209. doi:10.2307/3209809. Reprinted as: Millard, Alan. R. (1982). «In Praise of Ancient Scribes». Bible and Spade 2: 33-46. Archivado desde el original el 13 de febrero de 2007. Consultado el 21 de febrero de 2007.
- Discoveries from the Time of Jesus (1990)
- Millard, Alan. R. (1991). «Texts and Archaeology: Weighing The Evidence». Palestine Exploration Quarterly: 19-27. doi:10.1179/peq.1991.123.1.19.
- Millard, Alan. R. (1991). «Solomon: Text and Archaeology». Palestine Exploration Quarterly 123 (2): 117-8. doi:10.1179/peq.1991.123.2.117.
- The Eponyms of the Assyrian Empire, 910–612 BC, State Archives of Assyria Studies 2, The Neo-Assyrian Text Corpus Project, University of Helsinki (1994)
- The Knowledge of Writing in Iron Age Palestine (1995)
- Discoveries from Bible Times, Lion Publishing, Oxford (1997)
- Dictionary of the Ancient Near East (edited, with Piotr Bienkowski), British Museum Press, London (2000)
- Reading and Writing in the Time of Jesus, Sheffield Academic Press, Sheffield (2000)
- Millard, Alan. R. (2000). «How Reliable Is Exodus?». Biblical Archaeology Review 26 (4): 50-7. Archivado desde el original el 4 de enero de 2015. Consultado el 5 de julio de 2024.
- Millard, Alan. R. (2003). «Literacy in the time of Jesus: Could his words have been recorded in his lifetime?». Biblical Archaeology Review 29 (4): 36-45. Archivado desde el original el 24 de agosto de 2007. Consultado el 5 de julio de 2024.